# Škoda 26T
Škoda 26T (торгова назва ForCity Classic, оригінальне позначення 25T) — трамвай, серії Škoda ForCity, що випускався компанією Škoda Transportation для трамвайної системи міста Мішкольц.

## Дизайн
26T конструктивно походить від типу 14T, створеного для Праги. 
У порівнянні з 14Т зовнішній вигляд був змінений; його розробила чеська компанія «Aufeer Design». 
26Т — повністю низькопідлоговий п'ятисекціний двонаправлений трамвай з трьома двовісними візками, крайні є рушійними, а середні — підтримувальні. По обидва боки кузова розташовано шість дверей, крайні з яких одностулкові. 
Загальна місткість вагону — понад 300 осіб, ціна одного трамвая — 55 мільйонів чеських крон
.
Трамвай має модульну конструкцію, тому також можливе будівництво різних версій з трьох-семи секцій (довжиною 18-50 м), а самі секції також можуть мати різну довжину. 
За бажанням замовника трисекційний варіант може бути оснащений тільки рушійними візками 
.
Модель Škoda 28T, яку компанія Škoda Transportation доставила до Коньї в Туреччині, і модель Škoda 30T для Братислави є похідними від версії 26T.

## Поставки
| Країна              | Місто               | Роки поставок       | Кіл-сть | Номери рухомого складу |       |  |
| ------------------- | ------------------- | ------------------- | ------- | ---------------------- | ----- |  |
| Угорщина            | Мішкольц            | 2013                | 2       | 600, 601               | [ 4 ] |  |
| Угорщина            | Мішкольц            | 2014                | 29      | 602–630                | [ 4 ] |  |
| Загальна кількість: | Загальна кількість: | Загальна кількість: | 31      |                        |       |  |

Проектування трамваю 26Т тривали з осені 2010 року 
, 
а в липні 2012 року почалося будівництво прототипу. 
Перші два трамваї мали бути доставлені до Мішкольца до лютого 2014 року 
, 
а решта з 31 трамвая 26T були замовлені до лютого 2015 року.
Перший прототип трамвая під маркою Škoda 26THU3 був побудований у лютому 2013 року. 

12 травня 2013 трамвай був доставлений у депо Словани у Пльзені, звідки він вирушив на тестові рейси без пасажирів. 
Трамвай отримав номер 118. 
7 липня були завершені тестові випробування, після чого трамвай повернули виробнику. 
Після незначних модифікацій у серпні 2013 року вагон був доставлений у Мішкольц, де отримав номер 600 
. 
Однак перший вагон типу 26T, доставлений у Мішкольц 2 липня 2013 року, був другим прототипом (побудований у червні 2013 року), позначеним номером 601 у Мішкольці 
. 
Восени того ж року були здійснені пробні рейси в Мішкольці, а 20 січня 2014 року вагон № 600 почав курсувати з пасажирами 
. 
Постачання решти вагонів почалося в квітні 2014 року і завершилися в грудні 2014 року.